# A Vida É um Romance
A Vida É um Romance  (La vie est un roman) é um filme francês de 1983 dirigido por Alain Resnais com roteiro de Jean Gruault.
Em dois momentos diferentes, em 1914 e 1982, um castelo medieval serve de experimento para se criar uma sociedade onde as angústias poderiam ser excluídas da vida cotidiana.
Resnais conta três histórias. Na véspera da I Guerra Mundial, o Conde Forbek começa a construir um fantástico castelo em uma floresta. Após o conflito, ele utiliza sua obra para moldar uma sociedade utópica, fazendo uma verdadeira lavagem cerebral em seus amigos. Anos depois, o castelo é usado como uma escola e durante as férias de verão, é também palco de uma conferência sobre educação, onde ocorre a segunda história do filme. Paralelamente é contada a história do nascimento de um bebê nobre.
O título de distribuição em língua inglesa é "A vida é um mar de rosas" (Life is a Bed of Roses), embora tenha sido também conhecido como Castelo Forbek e A Vida é um conto de fadas. A tradução literal do título original é "A vida é um romance "(ou história, romance)"; no filme francês a citação (ou citação errada) é atribuída a Napoleão.
Esta é uma das únicas interpretações cinematográficas do cantor italiano Ruggero Raimondi e o único filme francês que contou com Geraldine Chaplin no elenco.

## Sinopse
O filme entrelaça três histórias de diferentes épocas, mas que partilham um local comum, na floresta de Ardennes, no interior da França.
Em tempos lendários, o filho de um rei quando bebê é resgatado por sua babá, quando seu pai é assassinado por um rival. Quando o menino cresce, ele mata um dragão, salva uma donzela e recupera o seu reino, para iniciar um reinado de amor e felicidade.
Em 1914, o rico Conde Forbek anuncia aos seus amigos o seu plano para construir um castelo extravagante, um "templo da felicidade", como uma casa para si e para eles, a que ele vai dedicar a Lívia, a mulher que pretende se casar. Seus planos são interrompidos pelo início da Primeira Guerra Mundial, e Lívia se casa com Raoul, um oficial do exército francês. Em 1920 o castelo é retomado e Forbek completa seu projeto para levar seus amigos lá e torna-los livres da angústia moderna. Ele convida a todos para participar de um experimento no qual as suas insatisfações atuais e todas as suas memórias serão enxugadas quando bebem uma poção, e que irão renascer como novas pessoas, reeducados para viver em perfeita harmonia. Sozinha, Lívia secretamente evita beber a poção e observa seu efeito sobre os outros. Quando ela descobre que Raul morreu no experimento, ela denuncia o esquema do Conde e o assassina com uma batida de panela na cabeça.
Na década de 1980, o castelo foi convertido para o Instituto Holberg, uma escola progressista e vanguardista. Uma conferência de educação reúne delegados que incluem Walter Guarini, um arquiteto e filósofo utópico italiano, Nora Winkle, uma antropóloga estadunidense, Elisabeth Rousseau, uma professora de Ensino Fundamental de viés conservador e Roger Dufresne, um especialista de educação do instituto. A determinação de Georges Leroux, o organizador da conferência, para unir todas as ideias em ideais comuns de como a próxima geração deve ser educada é subvertida quando Elisabeth faz a demonstração de seu método prático de ensino integrado com uma aula de canto, o que acaba provocando um surto de disputas ideológicas. Enquanto isso, Nora tenta fomentar um romance entre Elisabeth e Roger que acaba tendo resultados bem aquém do esperado. A conferência termina e mostra-se um caos.

## Críticas
- "Um filme brincalhão e diversificado, uma inventiva comédia melodramática, crítica social, contos de fadas e comédia musical. Relaxa com problemas sérios com a serenidade da narrativa."

- Dicionário Internacional de Filmes
- "Embora um filme bonito de se ver e bom de ficar ocupado, temos apenas gags isoladas e imagens penduradas na memória, não se tratando portanto de um todo coerente."

- Janet Maslin, The New York Times
- "O estilo Reinais" esta aqui na sua plena floração [...]. E é divertido - se você pode sentar e simplesmente permitir que isso aconteça. O elenco também é um sonho, pela estrutura do filme; Nenhum dos atores domina a cena, eles jogam muito bem juntos, como um conjunto, com Fanny Ardant, Vittorio Gassman, Geraldine Chaplin projetando-se ligeiramente. Se você olhar para o filme com o estado de espírito certo, ele é uma experiência cativante. "

- Craig Butler, All Movie Guide

## Elenco
| Imagem | Ator/atriz               | Papel              |
| ------ | ------------------------ | ------------------ |
|        | Vittorio Gassman         | Walter Guarini     |
|        | Ruggero Raimondi         | Conde Forbek       |
|        | Geraldine Chaplin        | Nora Winkle        |
|        | Fanny Ardant             | Livia Cerasquier   |
|        | Pierre Arditi            | Roger Dufresne     |
|        | Sabine Azéma             | Elizabeth Rousseau |
| —      | Robert Manuel            | Georges Leroux     |
| —      | Martine Kelli            | Claudine Obertin   |
| —      | Samson Fainsilber        | Zóltan Forbek      |
| —      | Véronique Silver         | Nathalie Holberg   |
|        | André Dussollier         | Raoul Vandamme     |
| —      | Sabine Thomas            | Marie              |
| —      | Bernard-Pierre Donnadieu | Professor          |
| —      | Rodolphe Schacher        | Pierre             |
| —      | Cathy Berberian          | Enfermeira         |

## Produção
A colaboração entre Alain Resnais e roteirista Jean Gruault em Mon oncle d'Amérique resultou em excelentes resultados na crítica de cinema e fez com que o produtor Philippe Dussart pedir-lhes para fazerem um outro filme juntos. Acabou saindo um roteiro original que contribuiu um por um lado aos interesses teóricos de Gruault ao estudo da felicidade, por outro lado, ao interesse de Alain Resnais na arquitetura britânica do século XVIII e para os extravagantes projetos de William Beckford, que tornou-se o ponto de partida para a criação do Castelo de Forbek.
O filme, lançado em abril de 1983, não teve o sucesso esperado: ele acabou recebendo inúmeras críticas negativas, enquanto que o número de espectadores nas salas de cinema francês foi o mais baixo absolutamente entre todos os filmes de Resnais. Uma dificuldade do filme, no entanto, comum a outros filmes de Resnais, é a falta de um plano único e violação dos unidades aristotélicas de tempo e lugar. Conforme Mereghetti neste filme "são entrelaçados todos os planos do tempo: o passado, o presente e um futuro hipotético".
A música desempenha um papel importante no filme. Resnais têm usado uma sucessão de diálogos falados e cantados; para as cenas finais da história ambientada nos anos de 1980 Resnais tomou como modelo o Fígaro de Wolfgang Amadeus Mozart. A influência da ópera no filme é ainda mais realçada pela presença de dois cantores famosos: o baixo-barítono Ruggero Raimondi no papel de Forbek e a mezzo-soprano Cathy Berberian, no papel da velha ama.
Para as cenas sobre a história fantástica, o cartunista Enki Bilal, que já havia projetado o cartaz da propaganda para Mon oncle d'Amérique, criou imagens distorcidas de árvores, plantas, raízes, que atrás de um vidro, foram colocado na frente da câmera para dar uma sensação de surrealismo à paisagem do filme.
A obra é uma homenagem a três distintos cineastas franceses: o ilusionista Georges Méliès, o diretor da Nouvelle Vague Éric Rohmer e ao escritor, produtor de cinema e realizador Marcel L'Herbier.